# Trinkstein
Trinkstein (Italiaans: Fonte della Roccia) is een plaats (frazione) in de Italiaanse gemeente Prettau.

## Voetnoten
1. ↑  Censimento 2001 Provincia di Bolzano 2001 (PDF)